# Megabunus armatus
Megabunus armatus is een hooiwagen uit de familie echte hooiwagens (Phalangiidae).